# Limfangioleiomiomatoza

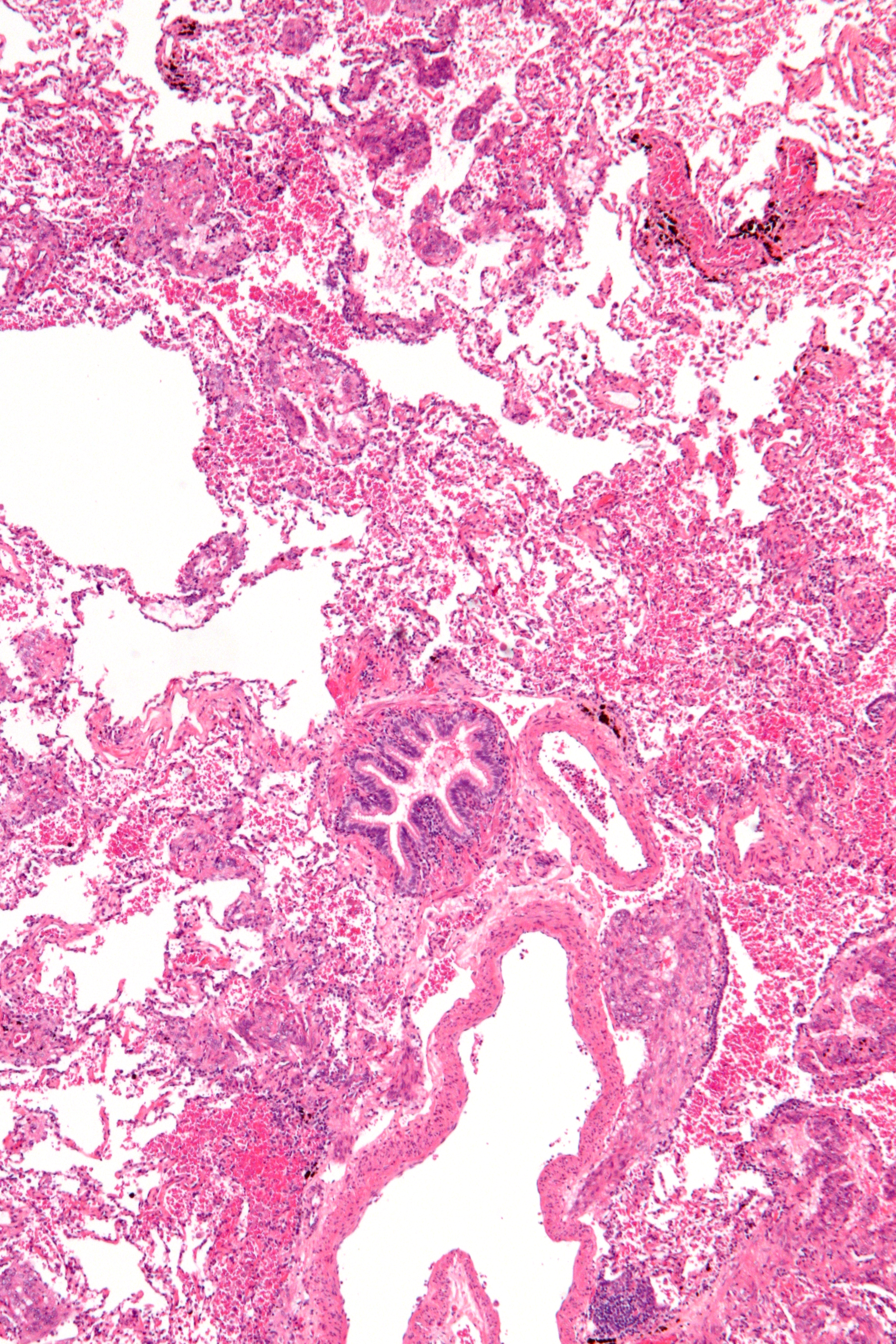
Obraz histologiczny zmian w limfangioleiomiomatozie (barwienie H-E)

Limfangioleiomiomatoza, LAM, naczyniakowatość limfatyczna (łac. i ang. lymphangioleiomyomatosis) – rzadka choroba śródmiąższowa płuc, polegająca na niekontrolowanym rozplemie nietypowych komórek (komórki LAM) wokół oskrzeli, naczyń chłonnych i krwionośnych.

## Etiologia i patomechanizm
Etiologia limfangioleimiomatozy jest nieznana. Choroba występuje prawie wyłącznie u kobiet w wieku rozrodczym.
Udowodniono rolę mutacji w genach supresorowych nowotworów w patogenezie limfangioleiomiomatozy. Wyróżniamy dwie postacie choroby:
- w przebiegu stwardnienia guzowatego (TSC-LAM)
- sporadyczną (S-LAM), niezwiązaną ze stwardnieniem guzowatym.

Komórki LAM rozprzestrzeniają się w całym organizmie, przede wszystkim w płucach, węzłach chłonnych, naczyniach krwionośnych i nerkach.
Z czasem tworzą się złożone z komórek LAM torbiele i zgrupowania komórek, przerastają tkanki w płucach. Niszczą one prawidłową tkankę płucną, zastępując ją torbielami. Doprowadza to po pewnym czasie do niewydolności oddychania.

## Objawy i przebieg
Pierwszymi objawami choroby mogą być:
- odma opłucnowa
- chylothorax
- narastająca duszność wysiłkowa
- kaszel
- krwioplucie.

Przebieg choroby jest zmienny, zwykle powoli postępujący. W schyłkowym okresie występuje zagrażająca życiu niewydolność oddechowa.

## Różnicowanie
Diagnostyka różnicowa limfangioleiomiomatozy obejmuje mięsaka i płucną postać histiocytozy z komórek Langerhansa.
Ze względu na etiologię wyróżnia się:
1) LAM w przebiegu stwardnienia guzowatego (TSC-LAM) - stwardnienie guzowate (tuberous sclerosis complex - TSC) to choroba genetyczna, występująca sporadycznie lub dziedziczona autosomalnie dominująca mutacje genów kompleksu TSC1/TSC2 dotyczą komórek germinalnych. W jej przebiegu dochodzi do powstawania mnogich guzów typu hamartoma, szczególnie pochodzenia neurogennego, naczyniakowłókniaków w skórze twarzy i naczyniakomięśniakotłuszczaków nerek. Cechuje się dużym zróżnicowaniem nasilenia zmian, a u chorych na padaczkę - upośledzeniem funkcji OUN. Około połowa kobiet chorych na TSC ma LAM, a częstość LAM zwiększa się z wiekiem.
2) LAM sporadyczna (sporadic LAM - S-LAM) - Jest skutkiem somatycznej mutacji genu TSC2

## Leczenie
Nie ma skutecznej terapii mogącej doprowadzić do wyleczenia. Stosuje się przede wszystkim terapię objawową i zapobiegającą powstawaniu powikłań.
Korzyści przynosi terapia antyestrogenowa:
- progesteron
- medroksyprogesteron
- tamoksyfen
- agonisty GnRH
- ewentualnie owarektomia.

Wyniki terapii u różnych pacjentów są rozbieżne – w niektórych pracach wykazano, że tamoksifen wręcz pogarszał przebieg choroby u chorych.
Stosuje się także leki rozszerzające oskrzela (β-mimetyki). Proponowano leczenie LAM doksycykliną, co wiąże się ze znacznie mniejszym ryzykiem objawów ubocznych.
W przypadku niewydolności oddechowej prowadzi się tlenoterapię i rehabilitację oddechową, a w przypadku gromadzenia się przesięków i chłonki usuwanie ich z jam opłucnowych i z jamy otrzewnowej, a także niekiedy pleurodezę. Oktreotyd (analog somatostatyny) i leki moczopędne są stosowane w zapobieganiu nawracającym przesiękom do jam ciała. Leczy się występującą często odmę opłucnową z zapadaniem się płuca. Niewydolność oddechowa w schyłkowym okresie choroby jest wskazaniem do przeszczepu płuc.
Rozważa się stosowanie rapamycyny i inhibitorów aromatazy w leczeniu linfoangioleiomiomatozy. Obecnie przeprowadzane jest badanie MILES (Multicenter International LAM Efficacy of Sirolimus Trial) z placebo i podwójną ślepą próbą, mające na celu ocenę wpływu rapamycyny na funkcję płuc pacjentów z LAM.

## Historia
Chorobę jako pierwszy opisała w swojej dysertacji doktorskiej Elisabeth von Stössel w 1937 roku, u poddanej autopsji 43-letniej kobiety, zmarłej z powodu niewydolności oddechowej. Określiła ona nową chorobę jako „muskulare Zirrhose der Lunge”. Drugi przypadek przedstawili w tym samym roku Burrell i Ross z Londynu. W 1942 roku pracujący w Kopenhadze lekarz Thomas Rosendal przedstawił kolejny przypadek, określając go jako „rozlaną miomatozę i torbiele w miąższu płuc”. W roku 1966 Cornog i Enterline dokonali przeglądu opisanych do tego czasu dwudziestu przypadków choroby i wprowadzili termin limfangioleiomiomatozy.